# Charles Seymour Wright
Sir Charles Seymour Wright, OBE, KCB, MC (Toronto, 7 de Abril de 1887 – 1 de Novembro de 1975) foi um explorador e físico canadiano que fez parte da Expedição Terra Nova (1910-1913) liderada por Robert Falcon Scott.

## Biografia
Nascido em Toronto em 1887, Wright era filho de um empresário de seguros e cresceu no bairro de Rosedale. Estudou no Colégio Upper Canada onde foi um bom aluno. Embora usasse óculos, destacou-se no desporto, e o seu espírito aventureiro levou-o a explorar, de canoa, a região ainda não cartografada do norte do Canadá. 
Estudou Física na Universidade de Toronto onde ganhou uma bolsa de estudo para uma pós-graduação no Colégio de Gonville e Caius, em Cambridge, na Inglaterra, na área de raios cósmicos no Laboratório Cavendish entre 1908-10. Aqui conheceu Douglas Mawson, que tinha regressado da Expedição Nimrod (1907-1909) de Ernest Henry Shackleton. Depois de ter conhecimento da nova expedição de Scott ao Polo Sul geográfico, Wright candidatou-se mas não foi aceite. Sem desistir, Wright decidiu ir pessoalmente falar com Scott a Londres; desta vez, Scott aceitou e Wright foi contratado como especialista em física e glaciologia.
Na Antárctida, Wright efectuou várias pesquisas sobre formação do gelo e radiação do solo. Entre Janeiro e meados de Março de 1911, foi um dos quatro membros da expedição (juntamente com Thomas Griffith Taylor, Frank Debenham (geólogo) e Edgar Evans) que exploraram e cartografaram as montanhas ocidentais da Terra de Vitória (grupo geológico ocidental), através de estudos científicos e observações geológicas. A 1 de Novembro de 1911, Wright fez parte do Grupo do Polo que partiu do acampamento-base em Cabo Evans com a intenção de atingir o Polo. Ele esperava ser incluído no grupo polar que iria acompanhar Scottaté ao objectivo final; no entanto, a 22 de Dezembro, na latitude 85° 15’ S, sete semanas do início da etapa, a 483 km do polo, Wright foi o primeiro a ser escolhido para ficar para trás. Passou as cinco semanas seguintes a apoiar o grupo de regresso a efectuar 933 km até ao Cabo Evans, onde ficaram a aguardar o regresso de Scott e o seu grupo polar. Scott nunca regressaria. A 12 de Novembro de 1912, foi Wright, como membro de um grupo de oito homens liderados por Edward L. Atkinson, quem primeiro avistou a tenda com os corpos de Scott, Edward Adrian Wilson e Henry Robertson Bowers, que tinham perecido na viagem de regresso do Polo Sul, alguns meses antes.
Depois de voltar a Inglaterra Wright casou-se com a irmã de um companheiro da expedição, Raymond Priestley. Deu conferências sobre cartografia e e levantamentos, enquanto redigia sobre o trabalho científico efectuado na expedição.
Em 1914, juntou-se aos Royal Engineers como segundo-tenente e serviu na França. Depois de uma carreira bem sucedida na Primeira Grande Guerra, pela qual recebeu a Cruz Militar e a Ordem do Império Britânico, entrou para o Departamento de Pesquisa do Almirantado, em 1919. De 1934 a 1936 é Director de Pesquisa Científica no Almirantado. Teve um papel activo no Almirantado Britânico durante a Segunda Guerra Mundial, nomeadamente no desenvolvimento do primeiro sistema de radares e de aparelhos para detectar minas magnéticas e torpedos. Recebeu o título de Cavaleiro pelo seu trabalho em 1946.
Com a formação recebida no Serviço Científico da Marinha Real em 1946, foi nomeado chefe desse serviço. Segue depois para osEstados Unidos como conselheiro científico do Almirante na Missão de Seviços Conjuntos Britânicos, em Washington DC e, em 1951, torna-se Director do Laboratório de Medicina da Marinha, do Instituto de Pesquisa Scripps de Oceanografia em Jolla, Califórnia. Fez parte do Quadro de Pesquisa de Defesa do Laboratório da Marinha do Pacífico, em 1955 e, em 1967, entra para o Instituto de Ciências da Terra, com sede na Universidade da Colúmbia Britânica e para a Real Escola Militar de Roads, em Victoria.
Regressou duas vezes à Antárctida, em 1960 e 1965.
Em 1969, Wright retirou-se para Saltspring Island, na Colûmbia Britânica, Canadá, onde morreu em 1 de Novembro de 1975, aos 88 anos.